# Маат

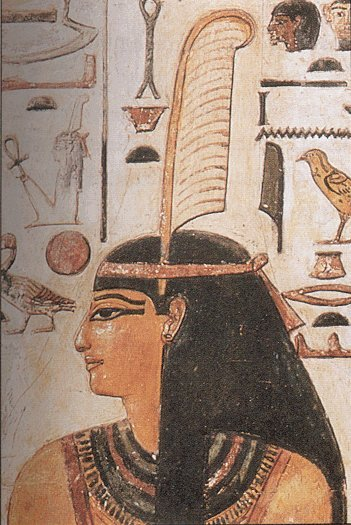
Изображение Маат с пером на голове

Ма́ат (ег. mˤ3t, копт. me, mei — «правда») — древнеегипетская богиня истины, справедливости, закона и миропорядка, которая руководит звёздами, временами года, восходами и закатами солнца. В момент создания мира она сотворила порядок из хаоса Исфет. Они не могут существовать независимо друг от друга (единолично), а их силы должны быть уравновешены для мировой гармонии.

## Имя
Первое письменное свидетельство о богине встречается в личном имени царицы II династии Нимаатхеп. Отдельным именем и понятием упоминается в Текстах пирамид фараона Униса (ок. 2375—2345 г. до н. э.)
Точное произношение имени богини установить сложно из-за разности написания отдельно и внутри тронных имён фараонов. Например, в тронном имени фараона Аменхотепа III «ni-ib-mu-a-ri/e-a» (Неб-Маат-Ра) прибавляется звук u — Mu3ˁat. Произношение 3ˁ приравнивается к аа. Как глагол m3ˁ переводится как «направлять», «управлять», а также «жертвовать», что следует понимать как «верное управление со справедливостью».
При Новом царстве слово «маат» потеряло женское окончание t и стало произноситься /múʕʔa/. В коптский язык слово перешло в усечённой форме me, mei и означает «правда», «справедливость».

## Происхождение
Маат появилась из первобытного хаоса — Нуна, чтобы установить порядок и следить за его соблюдением. Богиню называли «дочь Ра», «око Ра» (правый глаз), «госпожа небес, царица земли и властительница загробного мира», «госпожа богов и богинь», однако в прямом смысле дочерью Ра она не является, ибо сотворена была, как и он, из хаоса. Она вместе с богом мудрости Тотом сопровождает в Небесной Ладье своего названного отца  —  Ра: «Да увижу я Гора, гребца [в ладье Ра] с Тотом и Маат по обеим сторонам от него» (из папируса Ани). Маат нередко называли дочерью, женой или женской ипостасью Тота, иногда — Птаха, чей разум в теологических и мифологических представлениях олицетворял Тот. В спутники Маат ставился Тот, тогда как у Тота называется ещё менее известная богиня письменности и счёта Сешат.
Приблизительно с периода Среднего царства Маат получает титулы «Владычица Запада», «госпожа северного ветра».

## Изображение
Чаще всего изображалась молодой женщиной с жёлтой кожей, с анкхом в одной руке и посохом власти в другой. Одета в красное или в белое платье, иногда с крыльями. Парик перевязан красной лентой, а из волос торчит священное перо страуса. Бог Шу, который иногда называется её братом, также носит такое перо.
На письме её означал иероглиф страусова пера или плоский песчаный предвечный холм со скошенной стороной, на котором она часто восседает, и который может изображаться под стопами и престолами многих других богов.
Фараоны именовались «повелитель Маат» или Мери-Маат (возлюбленный Маат), часто изображались с атрибутикой Маат, чтобы подчеркнуть собственное соблюдение правил создателя.

## Роль Маат в египетской мифологии
На космическом уровне Маат символизировала собой великий божественный порядок и закон, дарованный вселенной Богом-творцом во время сотворения мира, согласно которому сменяют друг друга времена года, движутся в небесах звёзды и планеты, существуют и взаимодействуют боги и люди. Маат не стоит рядом с Ра как равное ему отдельное верховное божество, потому что она является фундаментальным принципом, на котором зиждется сама власть, существование и эффективность Ра (и всех других богов). Представления о Маат являются осью всех представлений древних египтян о вселенной и этических основ их мировоззрения. Для египтянина цель жизни была в достижении Маат.

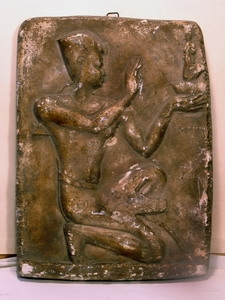
Барельеф с изображением египтянина со статуэткой Маат. Национальный музей искусств Азербайджана (Баку)

«Маат победила ложь, грешники повержены, и жадные отторгнуты. Вода стоит и не падает, Hил даёт высокий урожай. Дни долги, и для ночи есть часы, и месяцы сменяются вовремя. Боги снисходительны, и в сердцах свет, а жизнь проходит в удивлении и смехе». (слова в честь восшествия на престол фараона Мернептаха).
Принцип Маат включает в себя как правильность и закономерность развития вселенной, так и сплочённость общества. Нарушая правила, человек раскалывает космическую гармонию, что может привести к несчастьям для отдельных лиц или всего государства. Вершителем и ответственным за мировой порядок на земле был фараон, который справлял ритуалы, вёл победоносные войны. Нечестивый правитель мог навлечь на народ голод, потери, слепоту.

## Культ
Несмотря на то, что изображения Маат сохранились практически во всех египетских храмах, её культу были посвящены лишь несколько маленьких святилищ, одно из которых располагалось неподалёку от святилища Монту в Карнаке, а другое — на западном берегу Нила в Фивах — в Дейр-эль-Медине. В поздний период культы Маат, Исиды и Хатхор практически слились воедино.
Культ Маат прослеживается с эпохи Древнего царства; в Новом царстве богиня почиталась как дочь солнечного божества Ра. Даже Эхнатон, основы религиозной реформы которого позже считались противоположностью Маат, в ранних текстах гробницы визиря Ра-мосе в Фивах назван «живущим согласно Маат».
Священное насекомое Маат — пчела, посвящённый богине и её солнечному отцу материал — воск[уточнить].
Имя богини входило в большое число теофорных имён, популярных во все эпохи существования древнеегипетской цивилизации. Во многих царских церемониальных надписях говорится об установлении или восстановлении Маат как о высочайшем благе, совершённом фараоном:
«Вновь возвёл я разрушенные памятники в вечности и бесконечности, уничтожил ложь по всей стране. Утвердил я Истину и ложь сделал для земли мерзостью так, как это было в начале времён…» (из текста «Стелы Реставрации» Тутанхамона).

### Правосудие
С V династии (ок. 2510—2370 до н. э.) жрецы Маат исполняли функции служителя её культа и судей; в последующие периоды они носят образ богини на груди. В храме Маат Карнакского комплекса проводился суд над грабителями царских гробниц в правление Рамсеса IX. Оформленного свода законов обнаружено не было, но учёные черпают сведения о том, что разрешалось или запрещалось, из нравоучительной литературы по законам Маат, которую называли «Литература Маат».
«Велика справедливость, и устойчиво [всё] отличное. Неизменна она [справедливость] со времён [бога] Осириса, и карают нарушающего законы». (Поучения Птаххотепа).

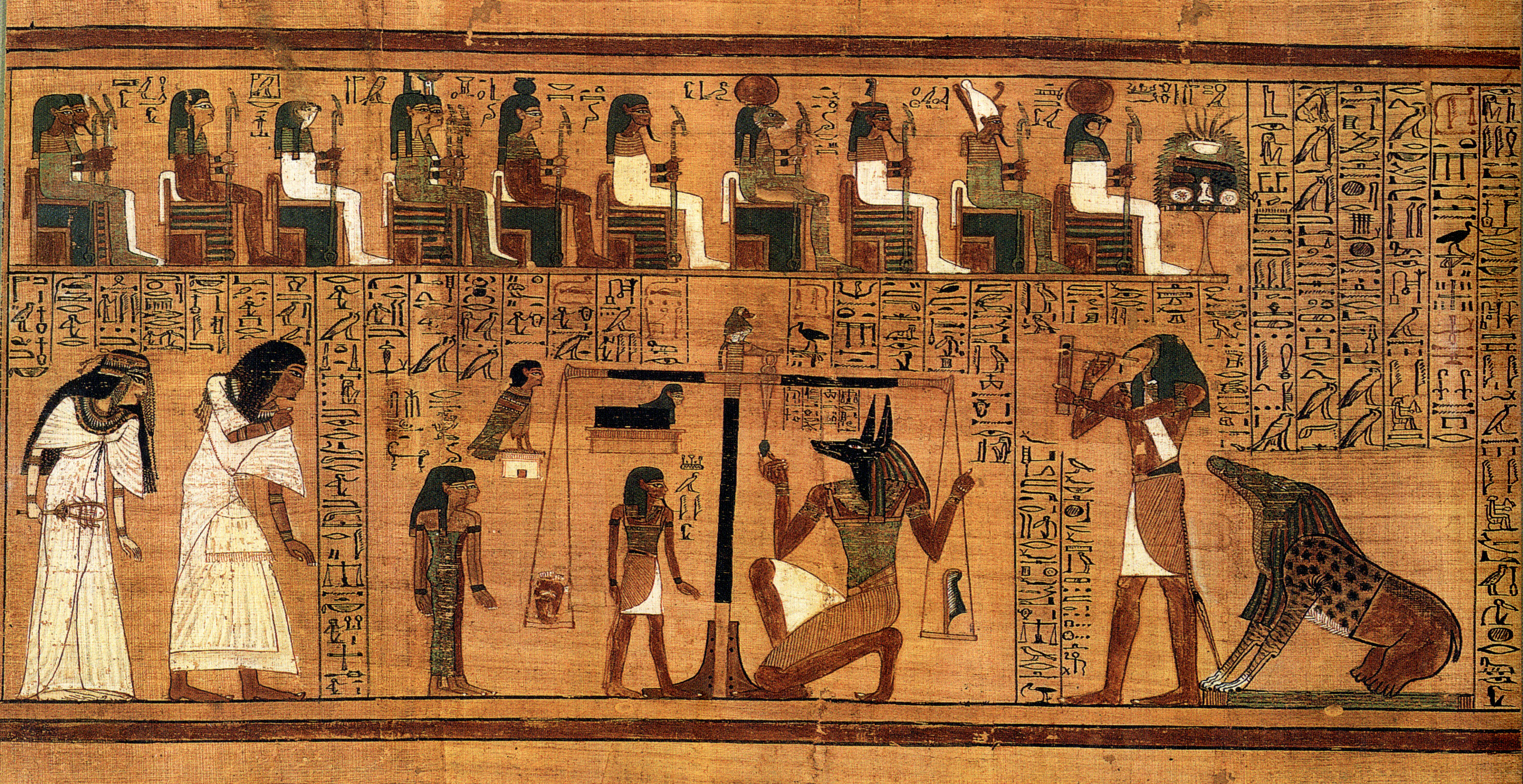
Фрагмент папируса Ани с изображением суда Осириса. На весах лежит перо Маат. Британский музей.

### Суд Осириса
В своей двойной форме Маати (Maa.tj) (то есть, богиня Маат) Юга и Севера,она являлась госпожой зала загробного суда. На суде Осириса в «Зале двух истин» (ег. mât mât) Маат опускала на одну из чаш весов своё перо истины, на другую чашу помещалось сердце покойного (вот, почему из всех внутренних органов сердце оставалось в мумии). Если сердце оказывалось вровень или легче пера, это означало,что покойный вёл праведную жизнь и удостоился благодатных полей Иалу. Если сердце перевешивало, то его сжирала Амат, и грешник навеки отправлялся в небытие.

#### Исповедь отрицания
Во время взвешивания сердца умерший произносил «исповедь отрицания», обращаясь к 42 богам, перечисленным в папирусе Небсени (Британский музей № 9900).
| из папируса Ани | 125 глава «Книги мёртвых», перевод с древнеегипетского М. А. Коростовцева |
| --- | --- |
| 1. Я не совершал греха. 2. Я не занимался вооружённым разбоем. 3. Я не воровал. 4. Я не убивал мужчин и женщин. 5. Я не крал зерно. 6. Я не похищал приношения. 7. Я не покушался на предметы богов. 8. Я не лгал. 9. Я не чревоугодничал. 10. Я не произносил проклятия. 11. Я не прелюбодействовал. 12. Я не заставлял других плакать. 13. Я не ел сердца [то есть, я не огорчался понапрасну или не чувствовал угрызений совести]. 14. Я не бросался в драку. 15. Я не прибегал к хитрости и уловкам. 16. Я не присваивал обрабатываемых земель. 17. Я не подслушивал украдкой. 18. Я не клеветал [на человека] 19. Я не сердился без причины. 20. Я не покушался на чужую жену. 21. Я не покушался на чужую жену (повторяет предыдущее признание, но обращено другому богу). 22. Я не был неряхой. 23. Я не изводил никого. 24. Я не преступал [закона]. 25. Я не гневался. 26. Я не закрывал уши от слов правды. 27. Я не порицал. 28. Я не был жесток. 29. Я не сеял вражду (не возмущал спокойствие). 30. Я не действовал (не судил) поспешно. 31. Я не лез не в своё дело. 32. Я не говорил многозначно. 33. Я не опозорил никого и не чинил зла. 34. Я не колдовал против фараона (не хулил фараона). 35. Я не мешал [потокам] воды. 36. Я не поднимал голос (не говорил высокомерно или будучи в гневе). 37. Я не богохульствовал. 38. Я не поддавался слепой ярости. 39. Я не крал хлеб у богов. 40. Я не уносил пироги , оставленные духам умерших. 41. Я не вырывал хлеб у ребёнка. 42. Я не относился с презрением к богу моего города. 43. Я не убивал крупный рогатый скот, отведённый богу. | 1. Я не чинил зла людям. 2. Я не нанёс ущерба скоту. 3. Я не совершил греха в месте Истины. <…> 4. Я не творил дурного. <…> 5. Имя моё не коснулось слуха кормчего священной ладьи. 6. Я не кощунствовал. 7. Я не поднимал руку на слабого. 8. Я не делал мерзкого пред богами. 9. Я не угнетал раба пред лицом его господина. 10. Я не был причиною недуга. 11. Я не был причиною слёз. 12. Я не убивал. 13. Я не приказывал убивать. 14. Я никому не причинял страданий. 15. Я не истощал припасы в храмах. 16. Я не портил хлебы богов. 17. Я не присваивал хлебы умерших. 18. Я не совершал прелюбодеяния. 19. Я не сквернословил. 20. Я не прибавлял к мере веса и не убавлял от неё. 21. Я не убавлял от аруры [древнеегипетская мера площади — 0,2 га]. 22. Я не обманывал и на пол-аруры. 23. Я не давил на гирю. 24. Я не плутовал с отвесом. 25. Я не отнимал молока от уст детей. 26. Я не сгонял овец и коз с пастбища их. 27. Я не ловил в силки птицу богов. 28. Я не ловил рыбу богов в прудах её. 29. Я не останавливал воду в пору её. 30. Я не преграждал путь бегущей воде. 31. Я не гасил жертвенного огня в час его. 32. Я не пропускал дней мясных жертвоприношений. 33. Я не распугивал стада в имениях бога. 34. Я не чинил препятствий богу в его выходе. Я чист, я чист, я чист, я чист! |